# Pornófüggőség
A pornófüggőség olyan viselkedési függőség, melynek során az egyén erőteljes szorongást és feszültséget érez, amennyiben tartósan nem jut pornográf tartalomhoz.
A pornófüggőség egy új keletű jelenség, amely a 21. században (az internet térhódításával) terjedt el.
Hivatalosan nem sorolják a függőségek közé, így egyelőre BNO-kódot sem kapott, ugyanakkor mégis gyakran igaz a pornófüggőkre az, hogy a túlzott pornóhasználat testi, lelki vagy kapcsolati értelemben káros következményei ellenére sem akarják vagy tudják korlátozni a pornófogyasztást, ezért ez függőség. 

## A pornófilmnézésről általánosságban
A pornó iránti érdeklődés általában már fiatal serdülőkorban (kb. 12-14 éves korosztály) megjelenik. A fiatalok túlnyomó többségének első szexuális élménye a pornófogyasztáshoz kapcsolódó önkielégítés.
Attól, hogy valaki rendszeresen néz pornót, még nem tekinthető függőnek. A függőség nem a pornónézés mennyiségétől vagy idejétől függ, hanem a motivációjától és a hatásaitól. Sok kapcsolatra kifejezetten pezsdítően hatnak a felnőtt filmek: ha ezek hatására egy pár nyitottabban és őszintébben kommunikál egymással a vágyaikról, az a szexuális életükre is jó hatással lehet.
Napjainkban az interneten korlátlan mennyiségű pornográf videó érhető el. A vizuális tartalmak a kialakulóban lévő szexuális fantáziát ösztönzik, de a pornográf filmek túlzott fogyasztása jelentősen megemelheti a szexuális ingerküszöböt.

## A függőség kialakulása
A függőség kialakulása egy spirális folyamat, amelyet az élvezetek iránti csillapíthatatlan vágy irányít. A pornófilmek nézése során a nézőnek egyre emelkedik az ingerküszöbe, aki egyre többet, egyre érdekesebbet, egyre változatosabbat szeretne látni, az igényei kielégüléséhez az előző adag már kevés.
Ráadásul a pornó esetében nem kell párkapcsolatot teremteni, nincs megfelelési kényszer, a kommunikációs nehézséggel küzdők se kerülnek hátrányba, és nem kell visszautasítástól se tartani, ezért egy kényelmes és biztonságos megoldásnak tűnik.
A pornófüggőség kialakulásakor előfordulhat, hogy az ingerküszöb olyan mértékben emelkedik meg, hogy a valós szexuális élmények már nem lesznek kielégítőek. Ez oda vezethet, hogy a pornófüggő már a valós szexuális élmények helyett is inkább  a pornográf tartalmat választja (pl. egyedül néz videókat, vagy fizetős „interaktív” online-kapcsolatokat használ), mert csak így tudja megélni szexuális vágyainak teljes kielégülését.
A pornófüggésnek sokféle oka lehet, de a legveszélyeztetettebbek a depresszív és a stressz-reaktív személyek. A depresszív személyek azok, akiknek nagyon negatív az önértékelésük, hajlamosak a zárkózottságra, félnek a társas helyzetektől ezért nincs is jártasságuk benne. A pornóhasználat még jobban csökkenti az emberi kapcsolódás iránti motivációjukat, amely még zárkózottabbá teszi őket.  A stressz-reaktív személyek pedig a pornót a stressz, a szorongás és egyéb negatív érzések tompítására használják. A stresszes és szorongató érzéseket a pornóval tompítva nem alakulnak ki más megküzdési módok, így egyre kevésbé tudnak megbirkózni a nehézségekkel és egyre inkább szükségük lesz a pornóra a megnyugváshoz.

## A függőség definíciói
A pornófüggőségnek még nincs hivatalosnak tekinthető definíciója, a különböző szakemberek más-más megközelítéssel igyekeznek meghatározni a fogalom jelentését:
- A pornófüggő személy nem képes irányítani a gondolatait, hanem folyamatosan vágyik rá, sóvárog utána. A viselkedése felett átveszi a hatalmat, és egyre több időt tölt ezzel. Nem tudja feladni, ezért a párkapcsolata, a munkája, az alvása, a hobbija rovására megy.[1]
- Pornófüggőnek tekinthető az az egyén, aki legalább fél évig hetente kétszer legalább egy órát pornóvideók megnézésével tölt, és ezen szokásától még ideiglenesen (pl. egy hónapig) sem tud megválni.[2] A tevékenység ismétlése természetesen lehet akár napi szintű is, valamint szélsőséges esetben még nyilvános helyeken (értsd: iskolában, könyvtárban, munkahelyen) is sor kerülhet rá.
- Pornófüggőség, ha az extrém pornóvilág annyira magával ragad valakit, hogy a megemelkedett szexuális ingerszintje akadályozza egy egészséges párkapcsolat kialakítását.[4]
- Pornófüggőségről (a többi függőséghez hasonlóan) akkor beszélhetünk, amikor az a normál életvezetést már akadályozza.[5] A súlyosan pornófüggőknek komoly nehézséget jelenthet fókuszáltan teljesíteni nemcsak a magánéletükben, hanem a munkahelyükön is, mert addiktív tevékenységüket vannak akik napi 8 órára sem tudják felfüggeszteni.[5]
- Pornófüggő az, aki pornó nélkül nem tud nemi vágyat érezni, a libidót fenntartani a közösülés vagy önkielégítés végéig, illetve anélkül képtelen kielégülni.

## Az érintettek köre
A pornófüggőség minden korcsoportban előfordul, de a 30-40 éves korosztályban a legjellemzőbb. Gyakoribb a szinglik között, de a családos, házas vagy élettársi kapcsolatban lévő személyeket is érintheti.
A pornófüggőség nem gender-függő, abban a lányok, nők is érintettek lehetnek, nem csak a fiúk és férfiak. A nők esetében sokkal nagyobb tabu a pornófogyasztás, könnyebben jár szégyennel vagy bűntudattal, ezért sokkal rejtettebb marad mint a férfiak esetében. Ugyanakkor legnagyobb pornóoldalak látogatottsági adataiból tudjuk, hogy a pornófogyasztók legalább 25%-a nő, tehát nem ritka a női pornófogyasztás.
Az ELTE Pszichológiai Intézetének felmérése szerint a magyar lakosság 3-4 %-a pornófüggő.
Egy a témával kapcsolatos magyar kutatás rámutat, hogy a pornófüggőségben már a gyerekek is érintettek lehetnek: a vizsgálatban résztvevő válaszadók közül többen már 11 éves koruk óta pornófüggők.

## Milyen veszélyekkel járhat
- Pornó nézése közben a dopamin szint jelentősen megemelkedik.[2] A nemi ingerküszöb növekedése miatt a függők lehet csökkent libidót tapasztalnak magukon. Ha a valós szexuális együttlét már nem eléggé ingergazdag, és ezért annak során kevesebb dopamin szabadul fel erekciós zavar, részleges impotencia, majd végleges teljesítőképtelenség állhat be.[2][5]
- A pornónézés ronthatja a valódi párkapcsolatokat, mert elkényelmesíti a fogyasztóját, mivel nem kell udvarolnia, bókolnia, erőfeszítést tennie a másik meghódítására, kielégítésére.[2]
- A pornófilmek gyakran nem valós szexuális teljesítményt ábrázolnak, ez önbizalomhiányt okozhat a fogyasztónak.[2]
- Előfordulhat, hogy a virtuális szexuális viszonyt a partner megcsalásnak érzékeli, vagy az egyénben ébreszt bűntudatot, amely rengeteg további pszichiátriai kórkép táptalaja lehet.
- A pornófüggőség számos szexológiai probléma (pl. korai magömlés, merevedési zavar, elhidegülés) hátterében fellelhető, de komoly viselkedésbeli zavarokat (pl. ingerlékenység, dührohamok, türelmetlenség, várakozásra való képtelenség, agyi kattogás, agyi köd, rossz hangulat, értéktelenségérzet) is okozhat.
- A pornófogyasztás kutatások által bizonyítottan rontja a személy szexuális elégedettség érzését, csökkenti a párkapcsolati kommunikációt és a szexuális vágyat a partner irányába.

## Társadalmi veszélyessége
A pornófüggőknek megváltozhat a szexhez való viszonya, és olyan igényeik alakulhatnak ki, amelyeket a párjuk nem tud vagy akar teljesíteni. Ez fellendülést jelent a prostitúciónak, ugyanakkor ettől csökken a gyermekszületések száma, amely makroközösségi szempontból is hátrányos. A folyamat már megfigyelhető Japánban.

## Terápia
Az érintett egyéneknek sok esetben meg se fordul a fejében, hogy problémájukkal szakemberhez forduljanak. A pornó a mai formájába egyszerre nagyon újszerű és nagyon általános, ezért sokszor nem, vagy csak nagyon sokára tűnnek fel a személynek vagy a környezetének a pornófogyasztásból eredő káros következmények.
Új keletű viselkedészavarról lévén szó a problémára még nincs egyértelműen javasolt terápiás megoldás: egyes szexterapeuták az elárasztásos technikát alkalmazzák, míg mások a teljes megvonást. A gyógyítás sikere azonban az egyénre szabott megoldás megtalálásában rejlik, amely egyaránt figyelembe veszi a páciens személyiségét, élettörténetét, aktuális élethelyzetét, egyéb problémáit, motivációját és lehetőségeit.
A leszokáshoz – mint más függőségeknél – hatalmas önkontrollra van szükség. A tartós megoldáshoz nem elég abbahagyni, hanem találni kell helyette (ha a függőség párkapcsolat mellett alakult ki, akkor közös) új dolgokat, élményeket.
A függőség okainak felderítésében egyéni illetve párterápia segíthet.
A párok gyakran időhiánnyal indokolják az elégtelen nemi életüket. A karantén során ez a kifogás értelmét vesztette, így sokan ekkor szembesültek azzal, hogy nem az időhiány a szexuális eltávolodásuk valódi oka; ez a felismerés és a párok közötti őszinte kommunikáció az első lépések lehetnek a problémák felismeréséhez és megoldásához.

## Leszokást segítő projektek
- Tiszta sor Archiválva 2021. március 1-i dátummal a Wayback Machine-ben – A Pálos rend támogató oldala
- Anonim Szexfüggők – A Sexaholics Anonymous magyar szervezete